# 刈谷駅
刈谷駅（かりやえき）は、愛知県刈谷市桜町一丁目および若松町一丁目にある、東海旅客鉄道（JR東海）・名古屋鉄道（名鉄）の駅である。

## 概要
刈谷市の玄関口となる駅で、JR東海の東海道本線、名鉄の三河線が乗り入れる。東海道本線にはCA58、三河線にはMU02の駅番号がそれぞれ設定されている。
東海道本線の豊橋駅 - 岐阜駅間では名古屋駅、金山駅に次いで乗車人員が多い主要駅である。南口側には名鉄三河線が乗り入れており、両駅を乗り換える利用客も多い。以前は共同使用駅だったが1989年（平成元年）の橋上化により別々の改札口を設けるようになった。
開業当時は中心市街地から離れた場所に立地していたが、大正時代には豊田紡織 が駅付近に工場を設けたのを皮切りに系列企業の駅前進出が進み、刈谷駅の利用者増加および刈谷市の工業都市としての発展をもたらした。現在では名実ともに刈谷市の中心地となっており、駅周辺の開発も進んでいる。

## 歴史

### 官営鉄道の開通と刈谷駅誘致運動

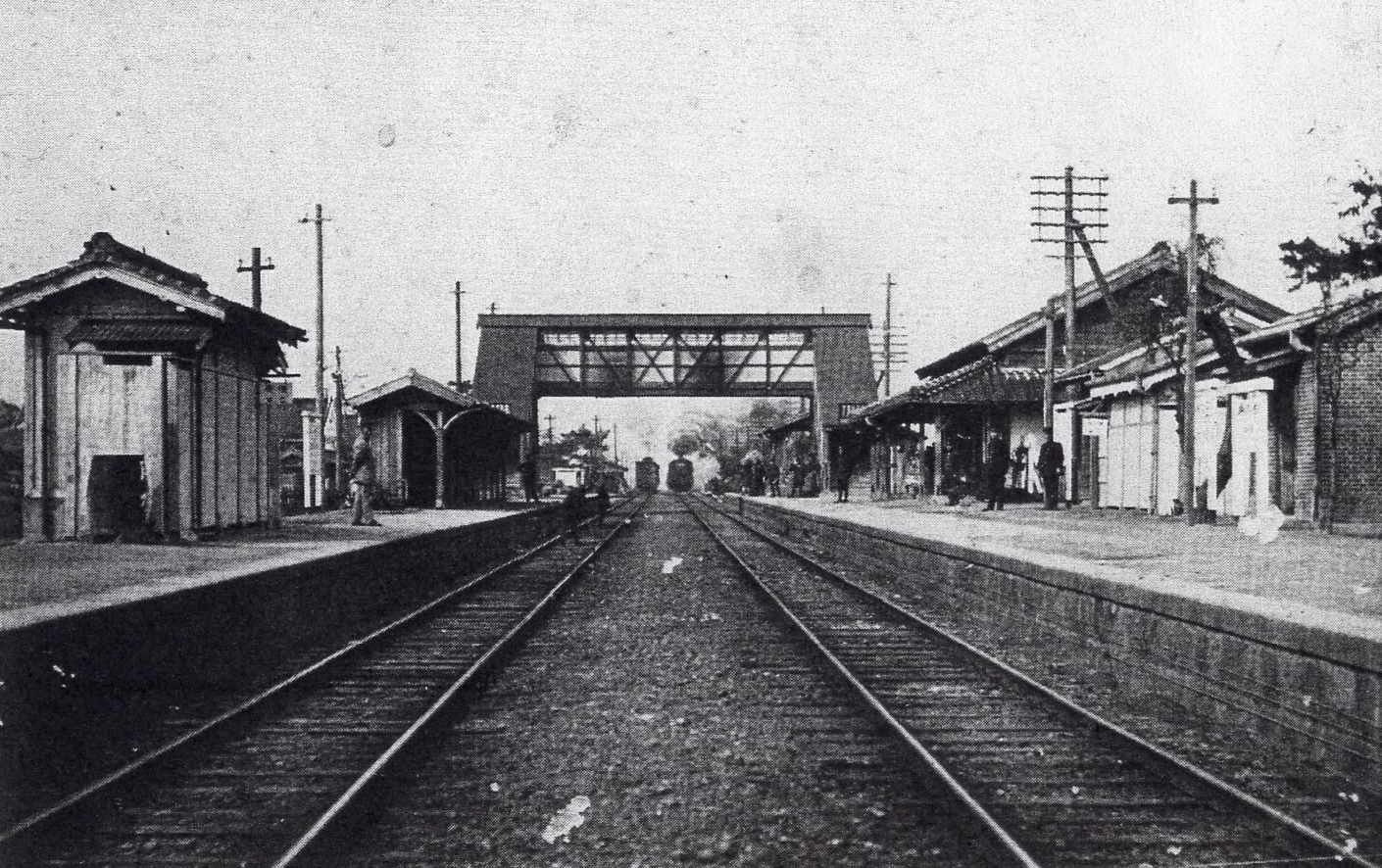
1921年頃の刈谷駅。

1870年（明治3年）6月に実施された工部省による東海道沿いの調査によると、刈谷付近は逢妻川、境川などがある以外には特に鉄道建設について障害となるものはないと報告している。1886年（明治19年）3月には武豊 - 熱田間が中山道幹線建設の資材運搬線として開通しているが、諸般の問題から7月にルートを中山道経由から東海道経由に変更され、8月12日から30日の間に既設の大府村付近から下重原村までの測量が実施された。
大府駅から岡崎駅までの間には、地理的に中間地点となる安城（箕輪村）に駅を設ける予定だったが、誘致運動の結果、大府 - 浜松間開業と同時に刈谷に駅を設けることができた（後に安城駅も開業）。運動当初、下重原村・高須村・半城土村の三村は、猿渡川と交差する下重原村字陣屋下に駅を設けるべく、1887年（明治20年）9月9日に勝間田稔（愛知県知事）へ停車場設置願を提出している。これは鉄道と猿渡川水系の船運とを結びつけるためであったが、付近は低地であり駅を設けると列車運転の支障となるため、話は進まなかった。刈谷町字花捨付近など現在地より西寄りを要望する声もあった。
他方、刈谷の商店街でも誘致の動きがあり、地元有力商人の太田平右衛門らが中心となって関係各局へ陳情を行った結果、現在地への駅設置が決定した。当時の刈谷町中心地からは外れた場所であり、刈谷駅が開業した当時は駅前に何もなかったという。その閑散ぶりから野田村神楽山（現・三河安城駅付近）への駅移転が取り沙汰されたほどであり、刈谷町は刈谷貨物運搬会社を興して刈谷駅に倉庫を設けたり、駅前に旅館や寿司屋を急造させたりするなど駅前整備に努めた。

### 三河鉄道の開業と工場誘致

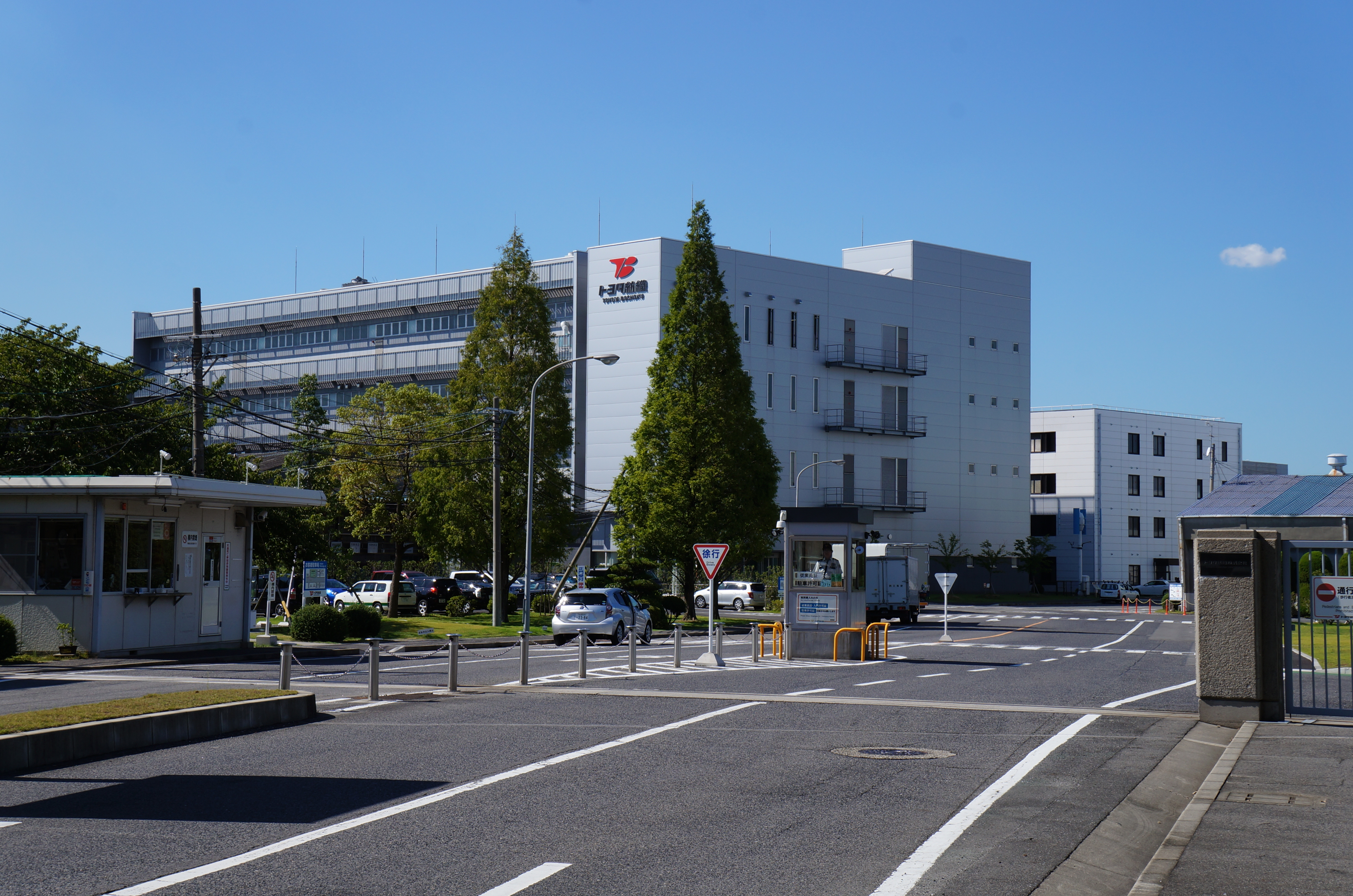
1923年に刈谷へ進出した豊田紡織。その後の豊田系企業進出の礎となった。

刈谷駅移転論は駅整備により立ち消えとなったものの、1891年（明治24年）に安城駅が新設された影響で、刈谷に集積していた物資が安城へと流れるようになった。この事態を打開すべく、刈谷町出身の衆議院議員である三浦逸平が地域振興のため構想したのが碧海南部 - 刈谷 - 知立間の軽便鉄道計画である。才賀藤吉などの実業家や、沿線町村有力者の協賛を得た三浦は、1910年（明治43年）に碧海軽便鉄道の名で大浜 - 刈谷 - 知立間の免許を出願した。交付後に社名を三河鉄道と改め、1914年（大正3年）に大浜 - 刈谷新間、翌年に刈谷新 - 知立間が開業した。
当初は刈谷駅乗入れを予定していたが、鉄道院組織改革の影響で協議が進まず、やむなく刈谷駅南100 m付近に刈谷新駅を設けて徒歩連絡で対応することになった。刈谷新駅の移設統合には刈谷町も協賛し、1927年（昭和2年）になってようやく移設された。この時刈谷駅は鉄道省・三河鉄道の共同使用駅となり、駅南口を設置した。
三河鉄道の開業によって刈谷駅は東西南北に鉄路を伸ばす交通結節点となった。また、交通面で優位となったことで、駅付近への工場進出を促す結果となった。
三河鉄道の延伸で枝下付近の木節粘土を入手した神谷傳兵衛は、木節粘土を三河鉄道で刈谷へ運び、工場で製造した煉瓦を東海道本線で出荷する構想を立て、東洋耐火煉瓦（後の東海炉材、現・クアーズテック）を創業した。工場用地は刈谷振興会の支援もあって1917年（大正6年）5月に取得。刈谷町初の誘致工場であった。
1923年（大正12年）11月には豊田紡織が刈谷に進出し、駅近辺に自動織機試験工場を設立した。豊田紡織の誘致は工業の近代化や人口増加、経済効果が期待できるため、刈谷町は町民大会を開催するなど積極的な誘致運動を展開した。こうした町民の協力に地価の安さも相まって、刈谷駅周辺には豊田系の工場が集積するようになる。
1925年（大正14年）には日本陶管が常滑から刈谷駅前に工場を移転し、社宅を建設した。同工場は高浜港駅付近にあった高浜第一工場と三河鉄道で通じており、高浜港駅から刈谷駅に運ばれた燃料を専用線で工場内に引き込んでいた。

### 刈谷市の表玄関として

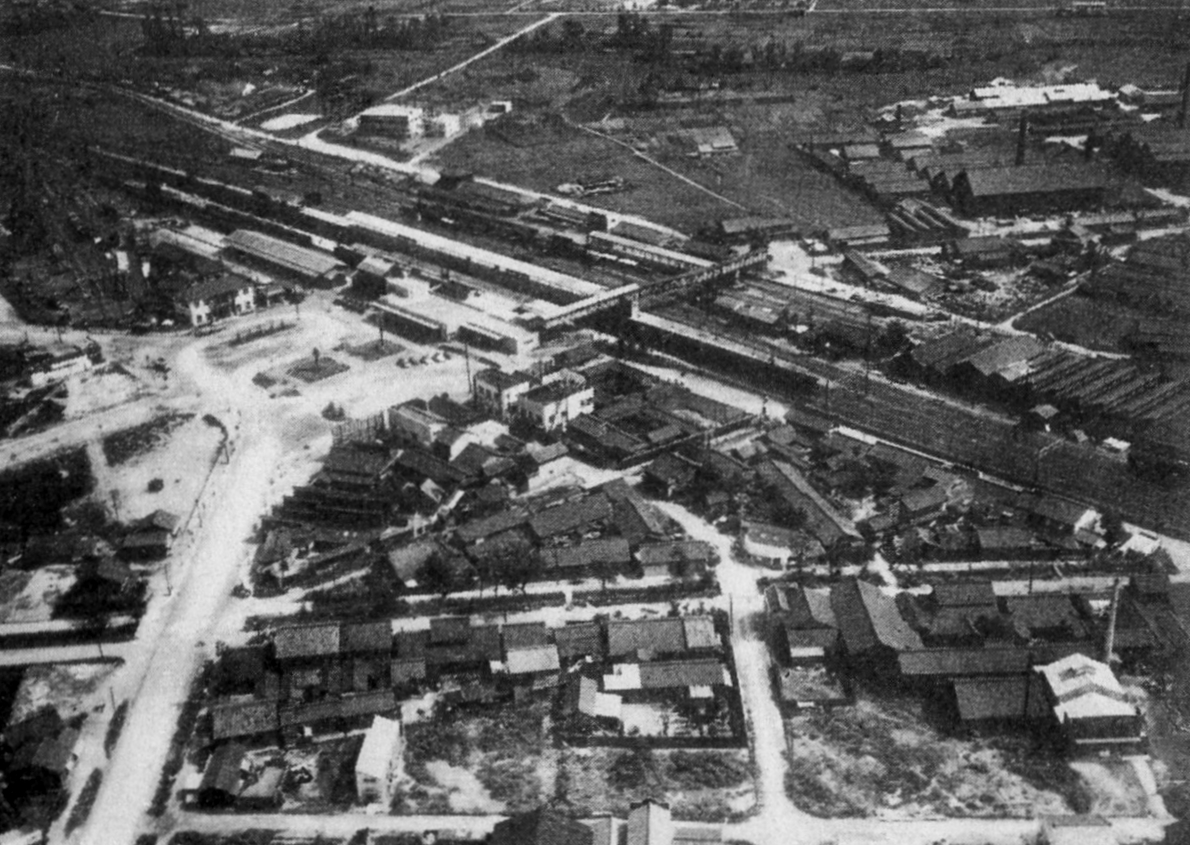
北口の区画整理事業が進む刈谷駅。

国鉄が引き継いだ東海道本線では、1951年（昭和26年）より浜松 - 米原間の電化工事が進められた。1953年（昭和28年）7月にはまず浜松 - 名古屋間の電化工事が完了し、電気機関車牽引による運転が開始された。1955年（昭和30年）には名古屋 - 米原間も電化され、同年7月のダイヤ改正からは湘南型電車による電車運転に切り替わり、所要時間が大幅に短縮 された。
東海道本線電化工事に刺激される形で、刈谷市（1950年に刈谷町が市制施行）は刈谷駅の改築や駅前広場（北口）の整備を実施した。1953年（昭和28年）5月に完成した新駅舎は2階建ての鉄筋コンクリート造で、2階には宿直室など、1階には改札や駅長室、売店、待合ホールなどを設けていた。また、駅前広場は広さ7000m2に拡張された。1957年（昭和32年）3月には駅構内の改良工事にも着手し、それまで片面ホームだった上り線ホームを島式ホームとしたうえで60m延長し、貨物側線も増強した。
また、刈谷市では駅の改良を機に駅周辺の土地区画整理事業に着手、刈谷駅前土地区画整理事業を1951年（昭和26年）に着工し、1956年（昭和31年）に完工した。駅前広場には自動車や各種バスの駐車場を設置したほか、サツキや吉野桜などを植えた芝生園を整備した。駅前道路も拡幅されたが、この時点ではまだ舗装されず、側溝も作られていなかった。
国鉄側では電化工事を前後して駅の改良が行われていたが、名鉄が管理する南口駅舎は旧態依然とした設備で営業を続けていた。その後、狭い連絡跨線橋が原因で、ラッシュ時に通勤者が重傷を負う事故が発生したため、跨線橋の幅を1.8mから3mに拡幅する工事が1958年（昭和33年）に実施されたものの、それ以上の改築は行われなかった。
1959年（昭和34年）10月には東海道本線を跨ぐ刈谷跨線橋が完成した。これは今まで踏切（刈谷街道踏切）を渡っていた県道挙母半田線（現・愛知県道51号知立東浦線）を立体交差化させたものである。東海道本線電化以降、刈谷街道踏切の遮断時間が増加し、道路の混雑が問題となっていた。刈谷市では踏切を解消して県道を立体交差化させようとしたが、住民に説明せず用地買収を始めたため紛糾し、住民側は強制立ち退きや踏切廃止、商店街の分断などを理由に立体交差化に反対した。その後の交渉で和解が成立し、立体交差道路を作る一方で踏切は存続となり、旧道は市街道路となった。

### 三河線の改良と南口再開発

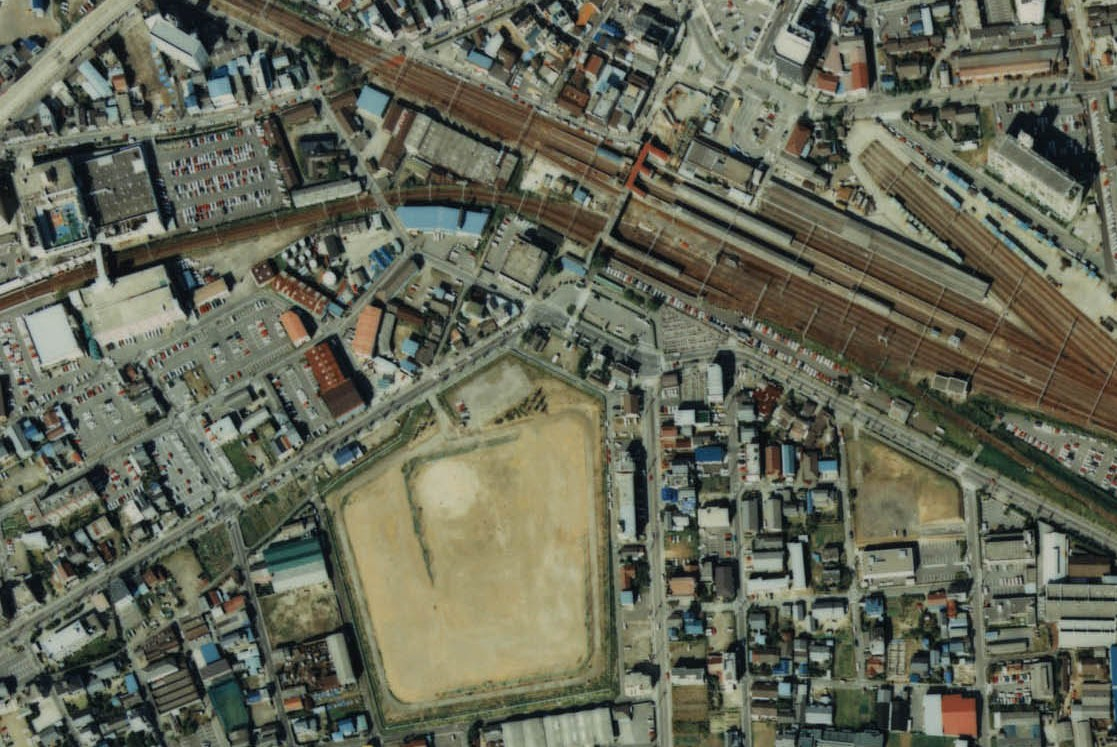
日本陶管の工場閉鎖後の空中写真（1987年度）。。再開発が始動するまでは運動広場として開放されていた。

三河線では沿線自治体らが名鉄三河線複線化期成同盟を結成し、知立 - 碧南間の複線化を名鉄に働きかけていた。モータリゼーションの進行や貨物業務の縮小から複線化計画は二転三転したが、1969年（昭和44年）11月になって、名鉄社長の土川元夫より複線化工事を来年度から着手するという確約を得た。刈谷市はこの複線化計画にあわせて、三河線の刈谷市内区間約3kmを高架化することにした。
当初の計画では、東海道本線と三河線が交差する神田町付近から下り松川までの全長2981m間を高架とし、工費負担比率を国:県:市で4:1:1とする予定だった。しかし、建設省は神田町 - 刈谷駅 - 南桜町（市道桜1号線）までの区間（881m）について、同区間には踏切が無く、都市計画街路事業の基準に適合しないため補助を行わないと通知してきた。刈谷市は自己負担による高架化も検討したものの、刈谷駅での名鉄・国鉄間の貨車入替の問題もあり、結局、刈谷駅は地上駅とする建設省の案に同意した。
その後も、高架化による日照問題などで沿線住民との協議に追われて高架化事業は遅延したが、1978年（昭和53年）9月になって仮線工事に着手、同年12月下旬には高架工事に至り、1980年（昭和55年）11月に完工した。この工事で1850mが地上5mの高架となり、刈谷 - 刈谷市間の1500mが複線化された。
1989年（平成元年）1月には刈谷駅南北連絡通路（現在のウイングデッキの一部）が完成した。橋上化に伴いJR東海（国鉄東海道本線を継承）と名鉄の共同使用駅体制は解消され、橋上にそれぞれ改札口を設けた単独駅となった。南北連絡通路は幅8.0m、延長98.7m、鋼製6径間のゲルバー桁橋で、JR・名鉄の橋上駅舎はともに鉄骨2階建て、広さはJRが710.4ha、名鉄が396haである。
2010年（平成22年）には、都市再生機構による 刈谷駅南地区第一種市街地再開発事業が完了した。同地区は1982年（昭和57年）に閉鎖された日本陶管刈谷工場の跡地を主体とする地区で、1983年（昭和58年）に刈谷市が跡地を取得して以来、第5次、第6次都市総合計画を通して文化施設の建設や大型商業施設の誘致などが提示されるなど、様々な案が検討されていたが、企業などの関心が得られないなどの理由で開発が遅れ、長らく運動公園として開放していた。

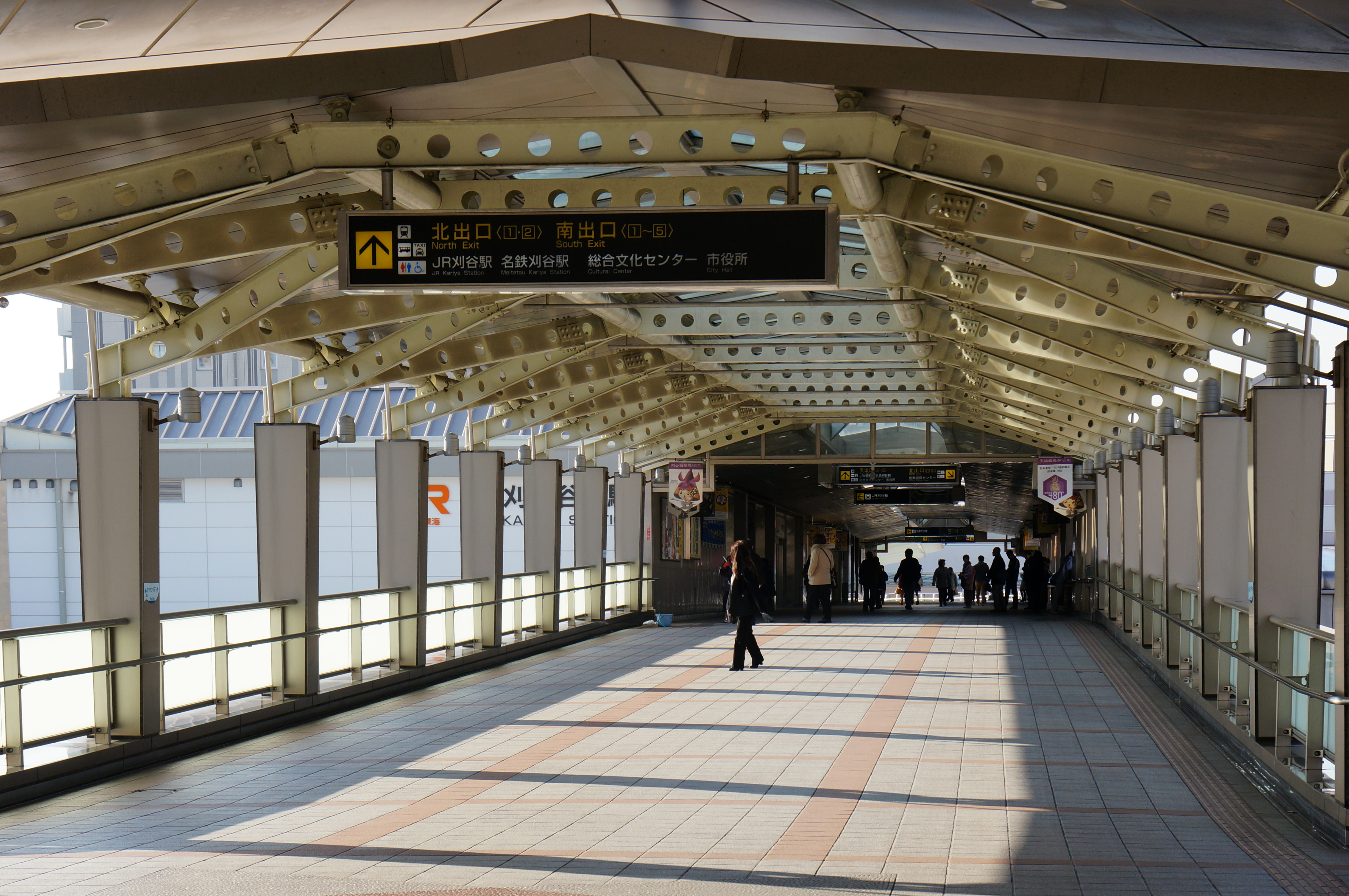
刈谷駅南北連絡通路はその後南北に延長し、南側延長部は「みなくる刈谷ウイングデッキ」と名付けられた。

再開発地区愛称は公募によって選定され、「みんなが来る」「ミラクル」から「みなくる刈谷」と命名された。刈谷駅とは南北連絡通路を延長したペデストリアンデッキ「みなくる刈谷ウイングデッキ」で結ばれている。

### 年表
- 1887年（明治20年）9月9日：下重原・高須・半城土三村が下重原村字陣屋下付近への停車場設置願を愛知県知事に提出[6]。
- 1888年（明治21年）
  - 1月：現在地に刈谷駅が設置される[8]。
  - 8月：大府 - 浜松間の官営鉄道が開通[8]。
  - 9月1日：官営鉄道が汽車営業を開始[8]。
- 1890年（明治23年）4月1日：牛田村付近で陸海軍連合大演習が実施され、刈谷駅が玄関口となる[38]。
- 1895年（明治28年）
  - 4月1日：線路名称制定。東海道線の所属となる。
  - 11月：貨物側線を増設。木造土留の上りホームが腐敗したため石造に変更[39]。
- 1896年（明治29年）12月26日：駅停車本数増加願が却下される[40]。
- 1908年（明治41年）
  - 1月27日：大府駅 - 刈谷駅間の複線化工事が竣工[40]。
  - 3月25日：刈谷駅 - 安城駅間の複線化工事が竣工[40]。
- 1909年（明治42年）10月12日：東海道線を東海道本線に改称。
- 1914年（大正3年）2月5日：三河鉄道の刈谷新駅が開業[41]。
- 1915年（大正4年）10月28日：三河鉄道が知立駅まで延伸[42]。
- 1923年（大正12年）2月：刈谷新駅を移設[43]。
- 1926年（大正15年）2月5日：三河鉄道が電化、刈谷変電所を設置[43]。
- 1927年（昭和2年）11月10日：刈谷新駅を刈谷駅に移転統合[44]。省線との共同使用駅となり南口を開設[45]。
- 1941年（昭和16年）6月1日：三河鉄道が名古屋鉄道に合併し名鉄三河線となる。
- 1943年（昭和18年）12月：名鉄三河線に刈谷乗務区を設置[46]。
- 1948年（昭和23年）：貨車専門工場として名鉄刈谷工場が発足。新川工場の貨車業務を刈谷工場へ移管[47]。
- 1950年（昭和25年）
  - 9月17日：三河線に名古屋方面直通列車が運転開始[25]。
  - 10月1日：東海道本線に急行「大和」「雲仙」が停車するようになる[48]。
- 1951年（昭和26年）
  - 11月7日：刈谷駅前区画整理が認可される[49]。
  - 12月：刈谷駅前区画整理着工[50]。
- 1952年（昭和27年）
  - 10月10日：刈谷駅改築工事の地鎮祭が開催される[51]。
  - 11月：刈谷駅改築工事着工[51]。新駅舎と整備中の北口
- 1953年（昭和28年）

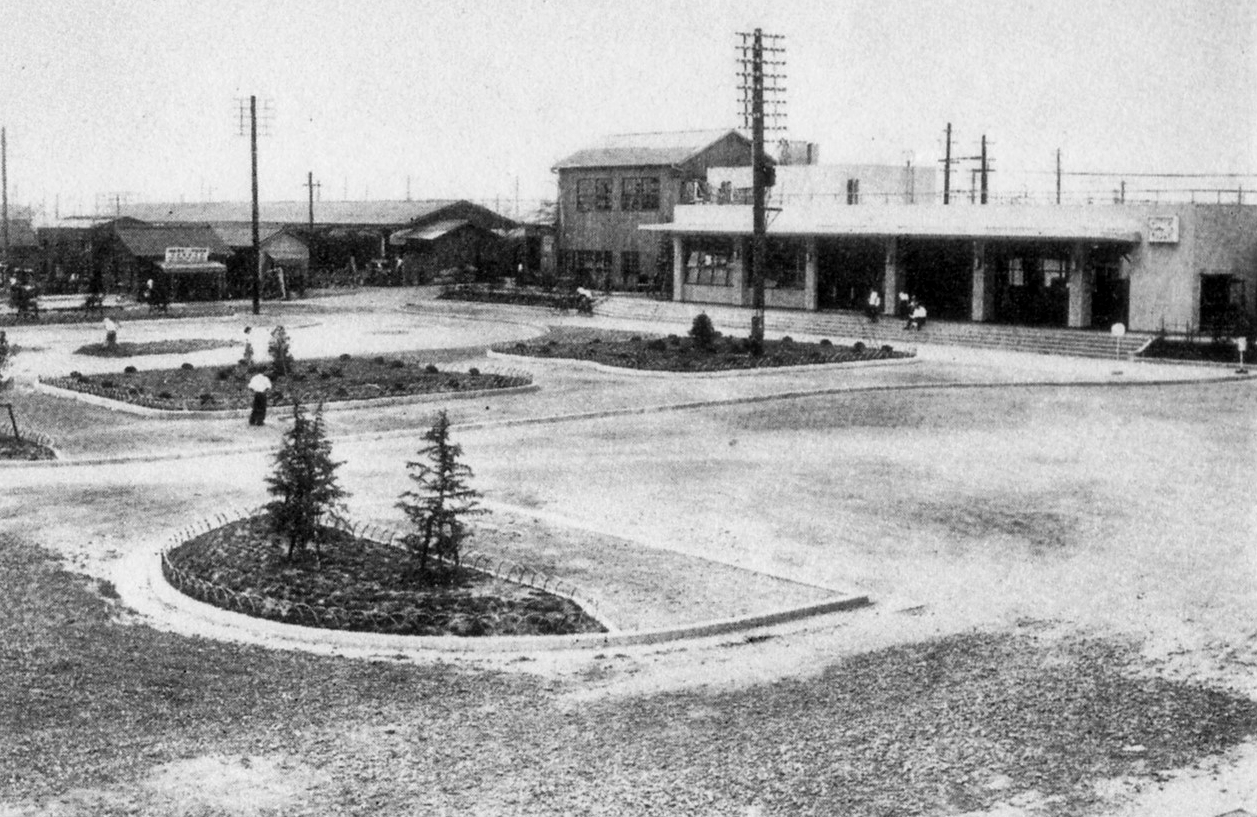
新駅舎と整備中の北口

  - 3月8日：刈谷駅改築工事の仮落成式を実施。新駅舎で出改札開始[52]。
  - 3月15日：東海道本線に急行「げんかい」が停車するようになる[21]。
  - 4月1日：刈谷駅南口 - 安城駅間の国鉄バスが開通[53]。
  - 5月5日：刈谷駅改築工事の完工式が行われる[51]。
  - 7月3日：東海道本線電化工事が終わり、刈谷駅 - 浜松駅間で試運転列車が運転される[21]。
  - 7月21日：東海道本線が電化され、営業運転を開始[21]。
- 1954年（昭和29年）8月：桜町立体交差道路建設反対期成同盟会が結成される[54]。
- 1955年（昭和30年）2月：刈谷市が立体交差特別委員会を設置する[54]。
- 1956年（昭和31年）
  - 4月25日：刈谷駅前区画整理完工[55]。
  - 6月25日：宮城道雄が刈谷駅付近で転落死する[55]。
- 1957年（昭和32年）
  - 3月：刈谷駅構内改良工事着工[23]。
  - 10月1日：刈谷駅構内改良工事完工[23]。
- 1958年（昭和33年）
  - 6月：国鉄・名鉄刈谷駅連絡用陸橋拡幅工事着工[25]。
  - 9月：国鉄・名鉄刈谷駅連絡用陸橋拡幅工事完工[25]。
- 1959年（昭和34年）
  - 4月1日：名鉄刈谷乗務区を知立乗務区に移転[56]。
  - 10月22日：刈谷跨線橋が完成する[57]。
- 1964年（昭和39年）
  - 9月14日：新一宮 - 碧南間の「快速特急」が運行開始される（三河線特急を参照）[58]。
  - （日付不詳）：刈谷工場が刈谷分工場に改組され、鳴海工場の分工場となる[59]。
- 1966年（昭和41年）3月25日：三河線の「快速特急」が線内でも特急運転を開始[60]。
- 1968年（昭和43年）
  - 8月26日：刈谷市駅始発着特急が運行を開始し、三河線特急が毎時4本体制になる[61]。
  - 10月：刈谷分工場が廃止される[3]。
- 1970年（昭和45年）5月6日：名鉄三河線刈谷市街地高架促進協議会が結成される[28]。
- 1971年（昭和46年）6月14日：刈谷駅南口に時計塔が設置され、除幕式が行われる[62]。
- 1972年（昭和47年）11月1日：旅行センター開業[63][64]。
- 1974年（昭和49年）9月17日：三河線特急のほとんどが急行に格下げされる[61]。
- 1976年（昭和51年）1月21日：刈谷 - 刈谷市間の高架化が都市計画決定[65]。
- 1977年（昭和52年）3月20日：残存した三河線特急が急行に格下げされ特急が全廃[60]。
- 1978年（昭和53年）
  - 9月10日：刈谷 - 刈谷市駅間の仮線工事着手[29]。
  - 12月下旬：刈谷 - 刈谷市駅間の高架化工事着手[29]。
- 1980年（昭和55年）12月14日：刈谷 - 刈谷市駅間が高架複線化される[29]。
- 1981年（昭和56年）
  - 9月1日：刈谷駅南口の業務を名鉄担当に変更[66]。
  - 11月20日：三河線急行が廃止される[66]。
- 1984年（昭和59年）1月1日：三河線の貨物営業が廃止される[67]。
- 1986年（昭和61年）
  - 1月20日：東海道本線の車扱貨物取扱が廃止される。
  - 11月1日：東海道本線の荷物・コンテナ貨物の取り扱いが廃止され、貨物の取り扱いが全廃する。貨物関連施設を流用して刈谷コンテナセンターを開設。
- 1987年（昭和62年）4月1日：国鉄分割民営化により、東海道本線刈谷駅を東海旅客鉄道（JR東海）が継承。刈谷コンテナセンターは日本貨物鉄道（JR貨物）が継承。
- 1988年（昭和63年）9月4日：刈谷駅開業100周年記念行事が開催される[68]。完成当初の南北連絡通路

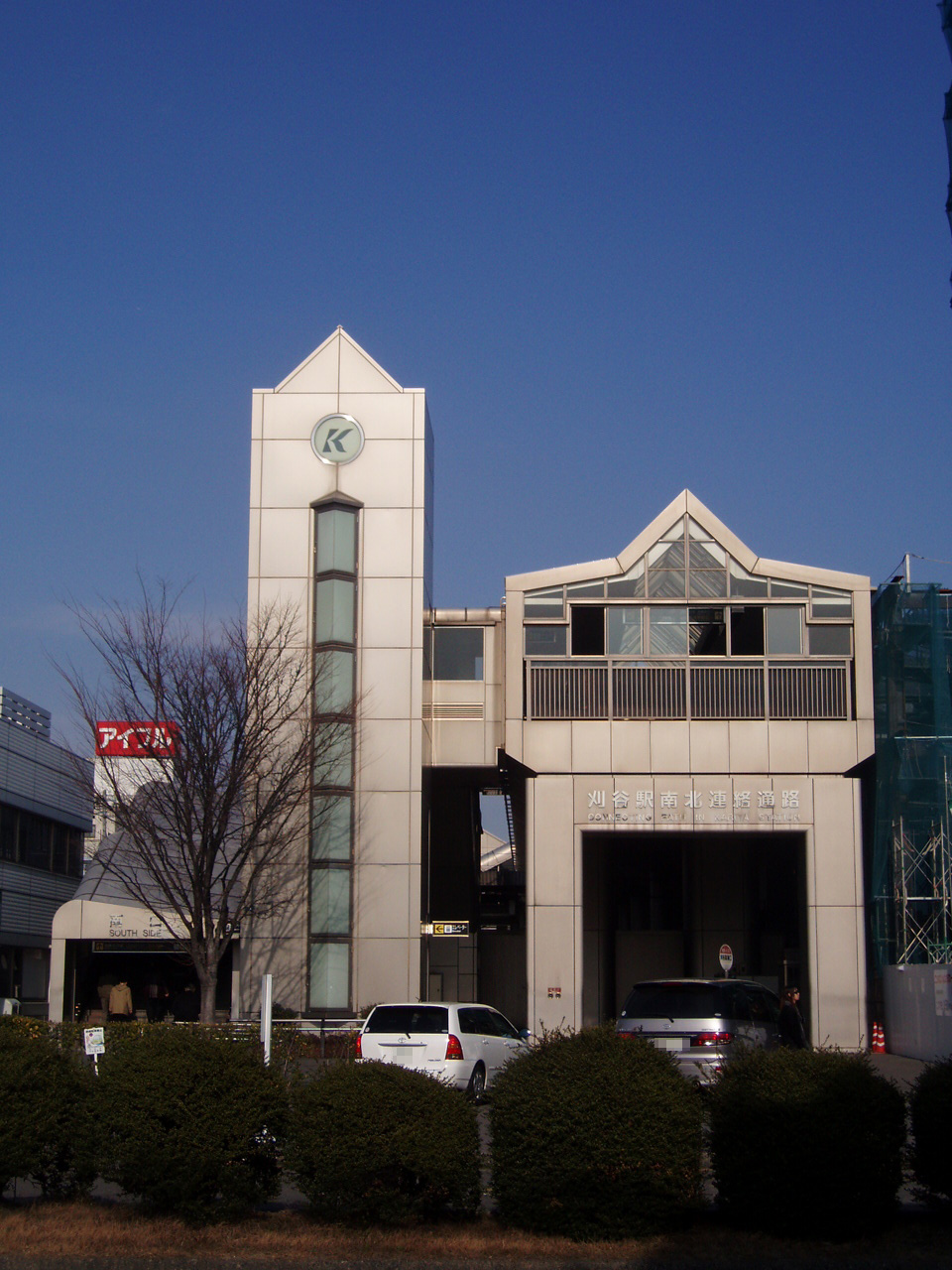
完成当初の南北連絡通路

- 1989年（平成元年）1月25日：南北連絡通路が完成する[30]。
- 1990年（平成2年）3月21日：三河線刈谷駅を移設[44]。
- 1992年（平成4年）6月27日：JR東海に自動改札機を導入[69]。
- 2005年（平成17年）9月14日：名鉄で交通プリペイドカード「トランパス」の利用が可能となる。刈谷コンテナセンターが移転して刈谷オフレールステーションに改称[70]。
- 2006年（平成18年）11月25日：JR東海でICカード「TOICA」の利用が可能となる。
- 2008年（平成20年）
  - 2月：名鉄のバリアフリー化工事竣工。エレベータ設置、階段増設、ホーム延長など実施[71]。
  - 12月1日：駅南口のペデストリアンデッキ「みなくる刈谷ウイングデッキ」が完成する[37]。
- 2009年（平成21年）12月21日：東海道本線構内の階段新設工事完工。
- 2011年（平成23年）2月11日：名鉄でICカード「manaca」の利用が可能となる。
- 2012年（平成24年）2月29日：トランパスの使用が終了する。
- 2023年（令和5年）5月3日～7日：東海道線下りホーム拡幅に伴う線路切替工事に伴い臨時ダイヤで運転。[72]
- 2025年（令和7年）度：JR東海の下りホーム（3・4番線）で、可動柵を設置（予定）[73]。
- 2026年（令和8年）度：JR東海の上りホーム（1・2番線）で、可動柵を設置（予定）[73]。

## 駅構造
北側にJRの駅が、南側に名鉄の駅がある。両駅の改札口は分離されているが、両方とも駅の南北を結ぶ連絡通路に面している。

### JR東海
島式ホーム2面4線を有する地上駅。橋上駅舎を備え、改札口は2階にある。内側の2番線と3番線が主本線、外側の1番線と4番線が副本線で、接続追越駅として機能している。なお、名古屋方面側の1・4番線ホームには柵があり、列車はホームの岡崎駅寄りに停車する。改札口とホームとの間の階段は両方向にあるが、名古屋寄りの階段はほぼ2番線・3番線専用とみてよい。エスカレーター、エレベーターは各ホームの岡崎寄りに1基ずつ設置されている。
駅長・駅員配置駅（直営駅）である。管理駅として、刈谷市内にある3駅（東刈谷駅・野田新町駅・逢妻駅）を管理している。JR全線きっぷうりば（営業時間：5時20分 - 22時0分）がある。また、改札北側にはキヨスクが設置されている。
1986年まで、駅北口東側の刈谷市産業振興センター一帯に、1面1線のコンテナホームや1面1線の有蓋車用の貨物ホームがあった。また1970年ごろまで、トヨタ紡織刈谷工場への専用線や同線から分岐し豊田自動織機刈谷工場や愛知製鋼刈谷工場へ至る専用線、駅から北へ向かいデンソー刈谷製作所へ至る専用線もあった。
2019年7月24日に、JR東海がホームの拡幅、コンコース等の拡張、駅舎の橋上化に着手することを発表した。ホームの拡幅は、下りホームを約12.6 m、上りホームを約13.3 mと、それぞれ約6.2 m拡幅するとし、下りホームが2022年度、上りホームが2024年度の完了が予定されている。また、ホームの拡幅工事終了後に、可動式ホーム柵を設置するとし、下りホームが2025年度、上りホームが2026年度の設置が予定されている。さらに、駅舎の橋上化に伴い、コンコースの拡張、自動改札機の増設、エスカレーターの増設、地域交流拠点施設等の新設（刈谷市が運営）の工事を2026年度までに完了させることが予定されている。コンコース等の改良の詳細は、コンコースの面積は1.5倍に拡張、自動改札を2通路増設し11通路に増設、エスカレーターを上下ホームに各1基増設し、各ホームに3基となる。刈谷市が運営する地域交流拠点施設等を新設、地平駅舎を橋上に移転がある。現存するJR東海ツアーズは、コンコース等の改良として自由通路の向かい側に移動し、地域交流拠点施設等も入る予定。なお、利用者から要望が多い名鉄との乗り換え改札の設置について、JR東海は刈谷市に対し「現改札口の拡張により十分な混雑緩和がなされる」として実施しない旨の回答をしている。

#### のりば

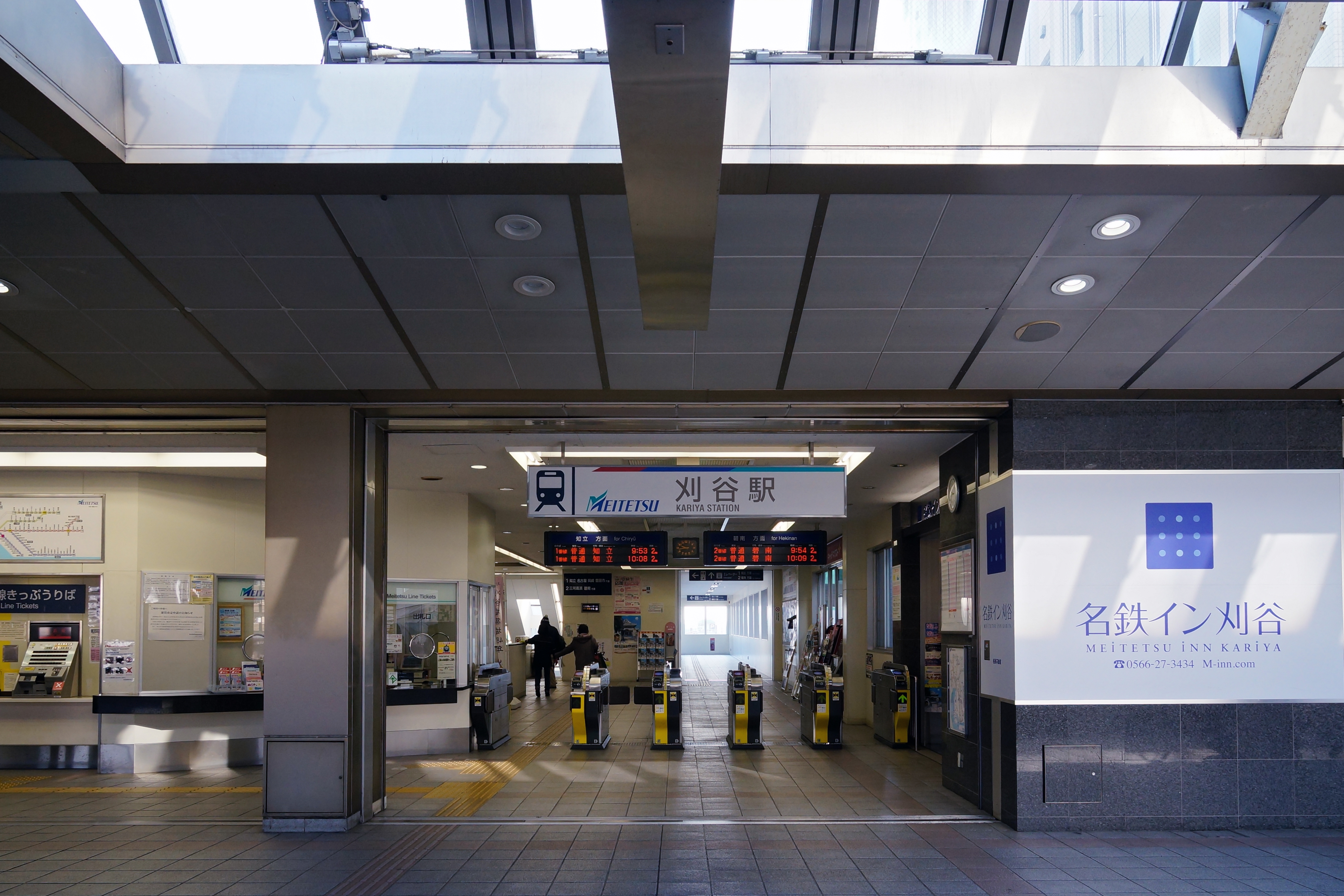
改札口（2014年1月）
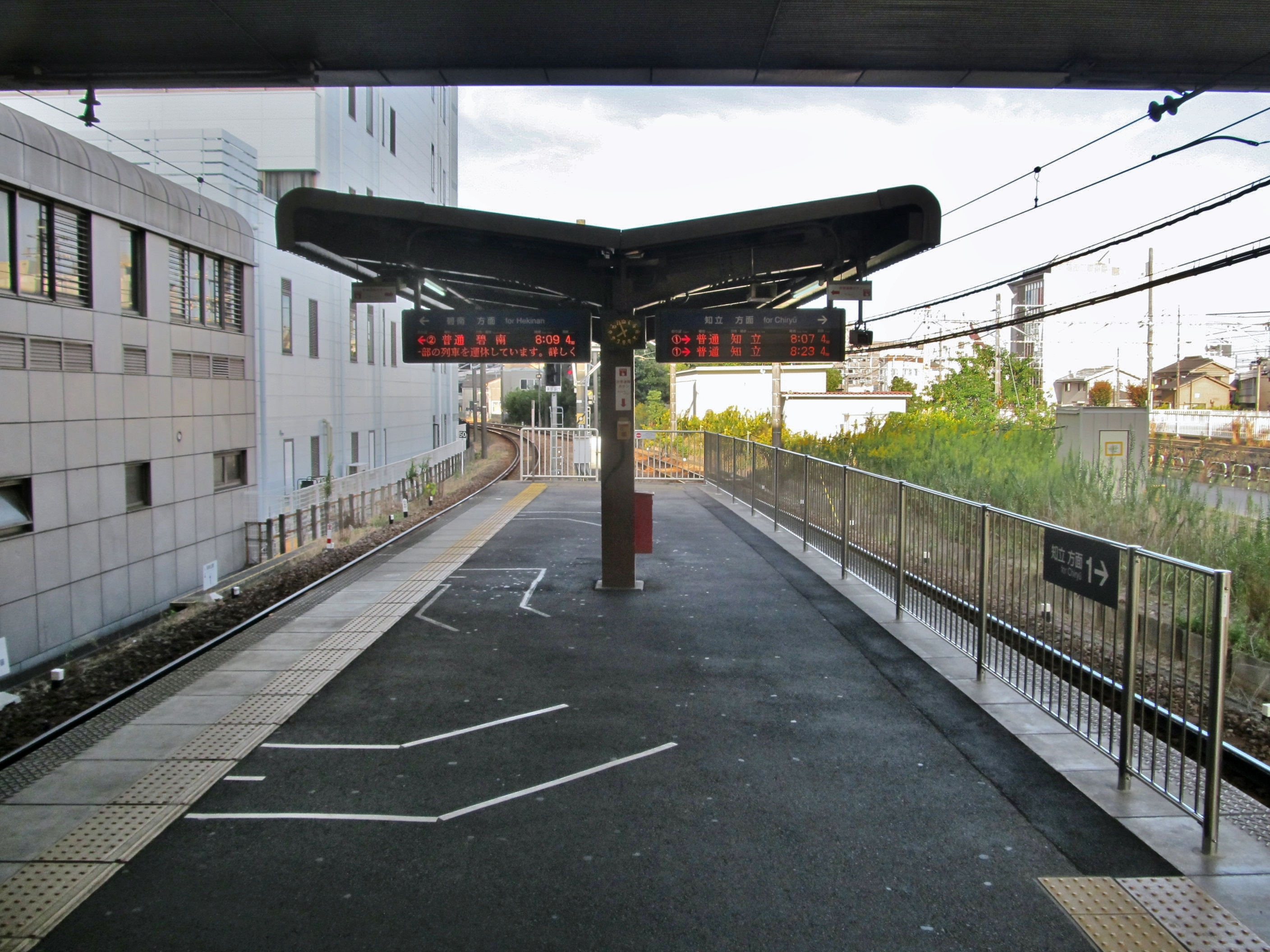
ホーム（2020年10月）
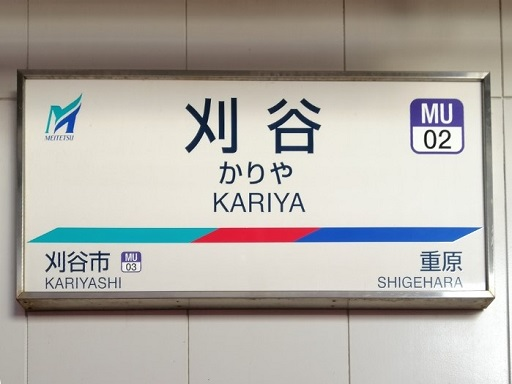
駅名標（2020年4月）

| 番線 | 路線         | 方向 | 行先             | 備考   |
| ---- | ------------ | ---- | ---------------- | ------ |
| 1    | CA東海道本線 | 上り | 岡崎・豊橋方面   | 待避線 |
| 2    | CA東海道本線 | 上り | 岡崎・豊橋方面   | 本線   |
| 3    | CA東海道本線 | 下り | 名古屋・大垣方面 | 本線   |
| 4    | CA東海道本線 | 下り | 名古屋・大垣方面 | 待避線 |

（出典：JR東海:駅構内図）

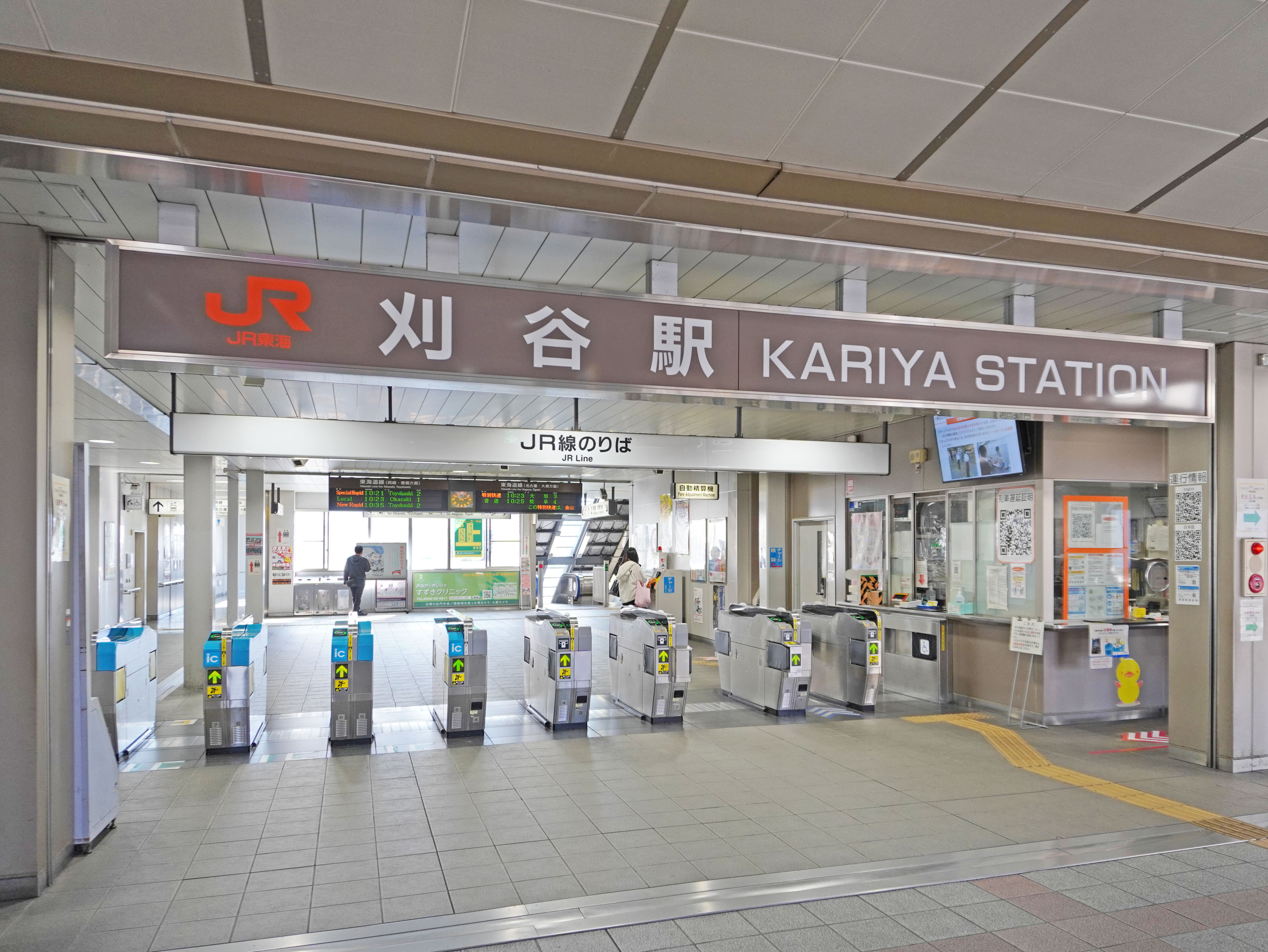
改札口（2022年11月）
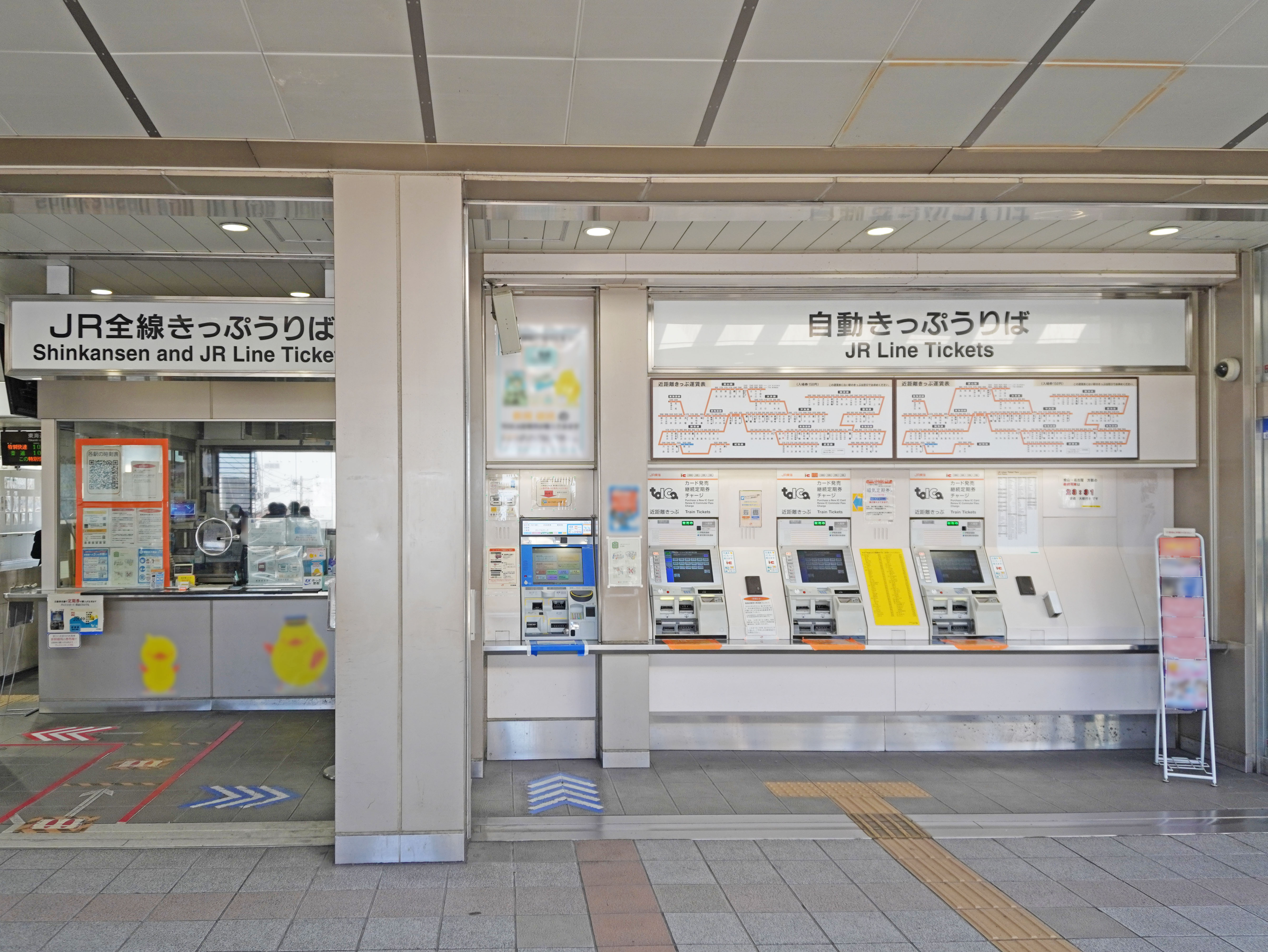
切符売り場（2022年11月）
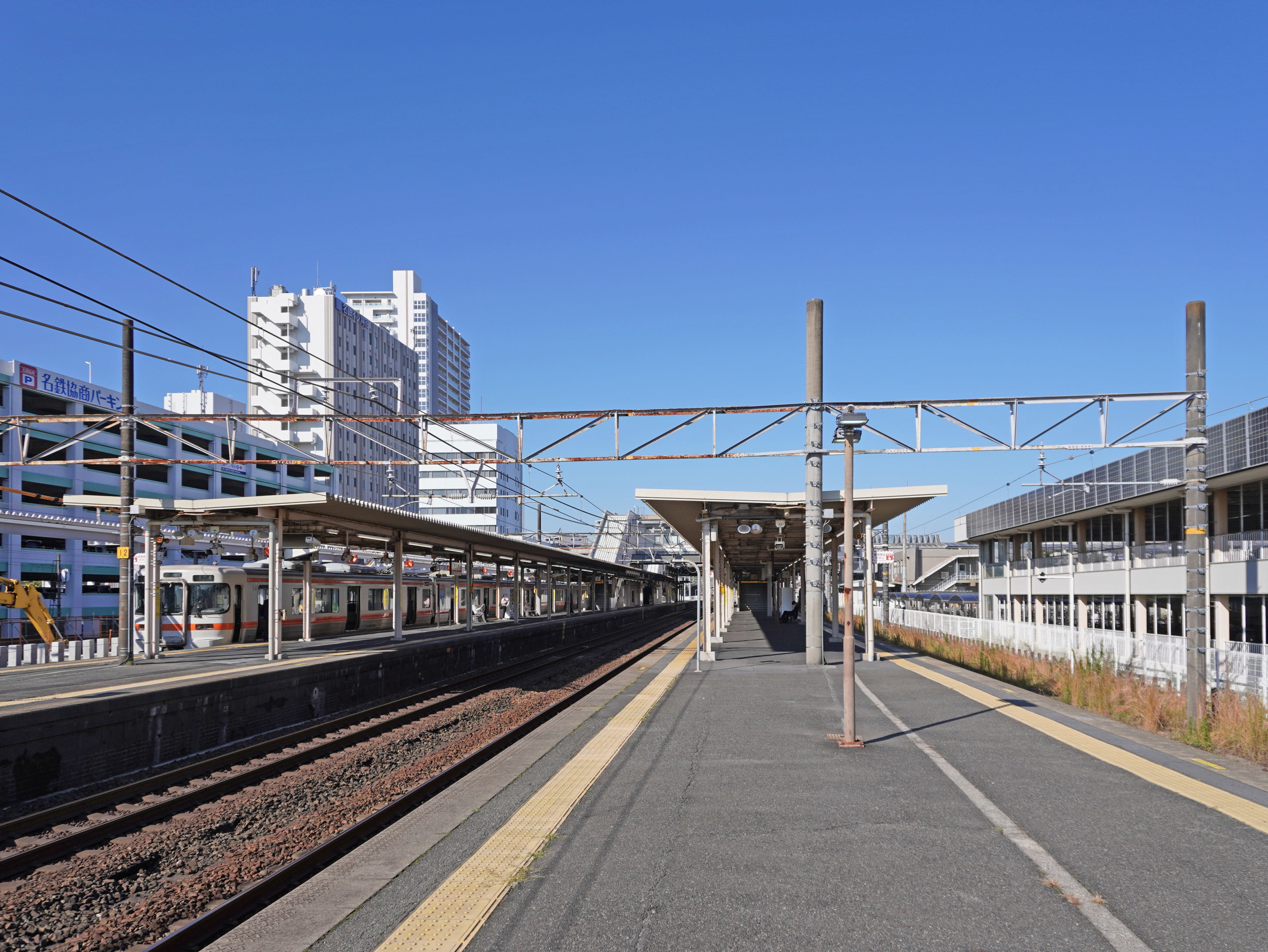
ホーム（2022年11月）
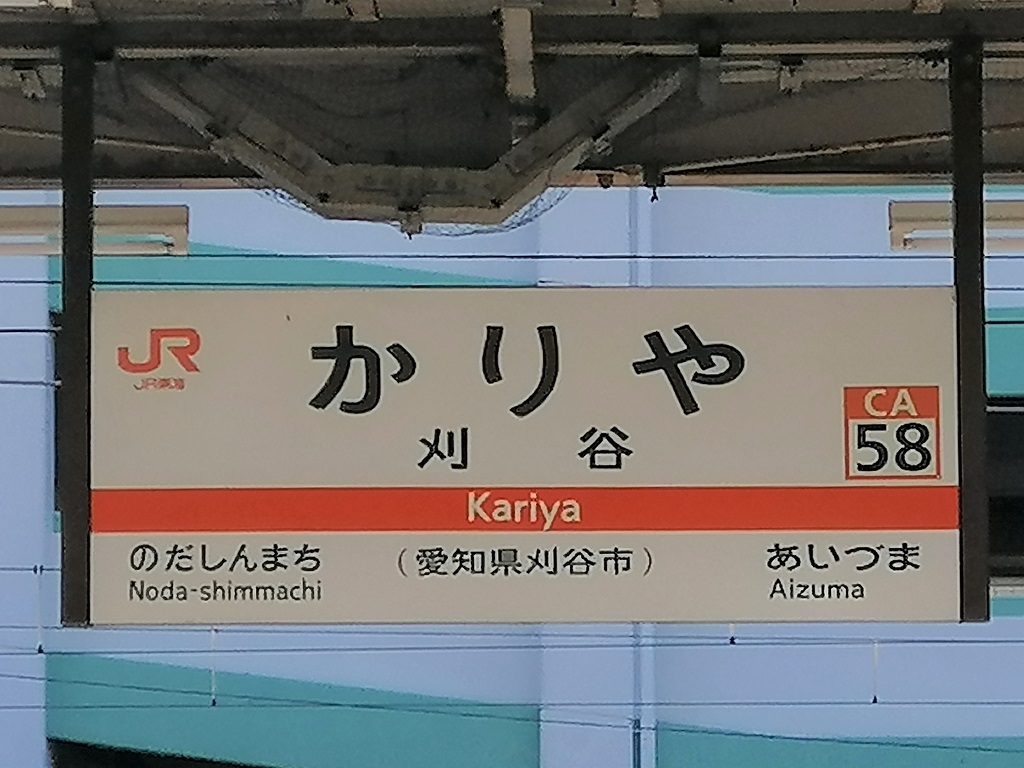
駅名標（2020年12月）

### 名古屋鉄道
島式ホーム1面2線を有する地上駅。橋上駅舎を備え、改札口は2階にある。終日駅員配置駅である。三河線は重原駅より当駅までは単線、当駅より刈谷市駅までは複線である。なお、現在はJRと線路は繋がっていない。
バリアフリー対策としてホームへのエレベーター設置、多目的トイレへの改修、階段の設置、電車とホームの段差の解消、知立方向へのホーム延伸のための工事が行われ、2008年2月に完成した。
ホームにはLED列車案内が設置されているが、自動放送は導入されていない。自動改札機・自動券売機はトランパス導入前より存在する。ホームには階段付近など、幅の狭い場所がある。

#### のりば
| 番線 | 路線              | 方向 | 行先     |
| ---- | ----------------- | ---- | -------- |
| 1    | MU 三河線（海線） | 下り | 知立ゆき |
| 2    | MU 三河線（海線） | 上り | 碧南ゆき |

- 改札口（2014年1月）
- ホーム（2020年10月）
- 駅名標（2020年4月）

### 配線図
|                                           | ↑ 三河高浜・碧南方面 |              |
| ← 岡崎・ 豊橋方面                         | 刈谷駅 構内配線略図  | → 名古屋方面 |
|                                           | ↓ 知立方面           |              |
| 凡例 出典: 黒線が東海道本線、赤線が三河線 |                      |              |

## ダイヤ

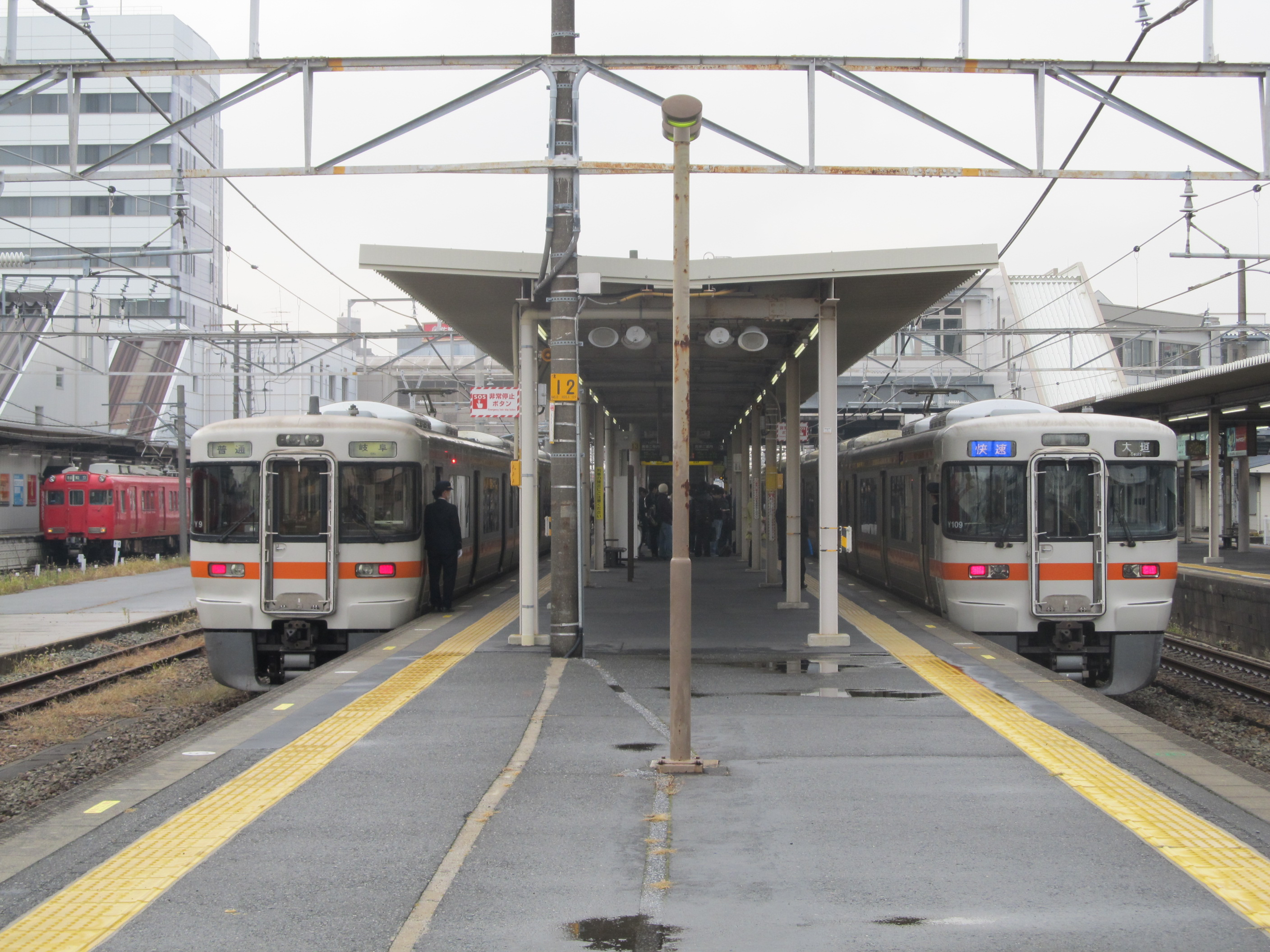
刈谷駅では日常的に普通列車と快速系統が緩急接続を行っている。

東海道本線では、上下線とも普通列車と快速系統の各種別とが当駅で緩急接続できるようにダイヤが組まれている。運転本数はパターンダイヤで普通列車が毎時3 - 4本、快速系統が快速・新快速（日中）または新快速・特別快速（朝夕時）各2本、計7 - 8本を基本として、ラッシュ時にはその合間に快速系統が増発されるダイヤとなっている。
かつては、市民の要望もあり「大和」「雲仙」「げんかい」といった電車急行の停車駅となっていた。
ネットダイヤを組む三河線は普通列車が毎時4本運転されており、単線のためほとんどの列車が当駅で列車交換している。かつては東海道本線に対抗するため名古屋本線直通の特急が設定され、最盛期には毎時4本の特急が走っていたが、後に急行へ格下げされ、1981年（昭和56年）以降は普通列車のみとなった（詳細は三河線特急を参照）。

## 利用状況
駅周辺にトヨタの関連企業が多いため、JRではラッシュ時の快速列車を中心に金山 - 刈谷間では激しく混雑することがある。また両線（名鉄は主に碧南方面から）の乗り換え客も多く見られる。
『愛知県統計年鑑』、『刈谷の統計』および「移動等円滑化取組報告書」によれば、JRおよび名鉄の1日平均の利用者数は以下の通り。JR、名鉄とも利用客数は増加傾向。名古屋市内駅を除く愛知県内JR駅では最多の乗降人員を誇っている。
| 年度               | JR東海           | 名鉄             |
| 年度               | 1日平均 乗車人員 | 1日平均 乗降人員 |
| ------------------ | ---------------- | ---------------- |
| 1995年（平成07年） | 18,463           |                  |
| 1996年（平成08年） | 18,961           |                  |
| 1997年（平成09年） | 19,393           |                  |
| 1998年（平成10年） | 19,610           |                  |
| 1999年（平成11年） | 19,380           |                  |
| 2000年（平成12年） | 19,821           |                  |
| 2001年（平成13年） | 20,646           | 15,133           |
| 2002年（平成14年） | 21,383           | 15,418           |
| 2003年（平成15年） | 22,028           | 15,741           |
| 2004年（平成16年） | 23,014           | 16,237           |
| 2005年（平成17年） | 24,316           | 17,208           |
| 2006年（平成18年） | 25,624           | 18,893           |
| 2007年（平成19年） | 27,063           | 19,852           |
| 2008年（平成20年） | 28,297           | 21,131           |
| 2009年（平成21年） | 27,490           | 20,890           |
| 2010年（平成22年） | 28,071           | 21,080           |
| 2011年（平成23年） | 28,770           | 21,777           |
| 2012年（平成24年） | 29,915           | 22,859           |
| 2013年（平成25年） | 31,359           | 24,396           |
| 2014年（平成26年） | 31,918           | 24,803           |
| 2015年（平成27年） | 33,022           | 26,097           |
| 2016年（平成28年） | 33,916           | 26,711           |
| 2017年（平成29年） | 35,077           | 27,483           |
| 2018年（平成30年） | 36,032           | 28,123           |
| 2019年（令和元年） | 36,528           | 28,655           |
| 2020年（令和02年） | 36,527           | 21,571           |

- 『移動等円滑化取組計画書』によると2023年度当時の1日平均乗降人員は56,296人であり、この値は新幹線を除くJR東海全駅（395駅）中6位、 東海道本線（86駅）中 5位であった[75]。東海道線の駅では、名古屋駅、金山駅、静岡駅、岐阜駅に次いで5番目に利用客が多い。

このほか、名古屋鉄道による名鉄刈谷駅の統計として以下のものがある。三河線の駅では、知立駅、豊田市駅に次いで3番目に利用客が多い。
- 『名鉄120年：近20年のあゆみ』によると2013年度当時の1日平均乗降人員は24,395人であり、この値は名鉄全駅（275駅）中13位、 三河線（23駅）中3位であった[86]。
- 『名古屋鉄道百年史』によると1992年度当時の1日平均乗降人員は16,212人であり、この値は岐阜市内線均一運賃区間内各駅（岐阜市内線・田神線・美濃町線徹明町駅 - 琴塚駅間）を除く名鉄全駅（342駅）中25位、 三河線（38駅）中3位であった[87]。
- 『名鉄 1983』によると、1981年度当時の一日平均乗降人員は12,924人であり、この値は名鉄全駅中27位であった[88]。
- 『創立70周年記念 今日と明日の名鉄』によると、1960年度当時の一日平均乗降人員は14,496人であり、1963年度の値は17,858人であった[89]。

## 駅周辺
駅周辺には市街地が形成されており、その外側にトヨタグループの本社や工場が林立している。豊田系工場が駅周辺に集積することで、豊田系以外の関連企業も取引上の利便性から駅周辺に工場を設けた事例が多い。
このほか、かつては東芝炉材（現・クアーズテック）や日本陶管といった窯業系の工場も交通の利便性から駅南に工場を構えていたが、現在は移転・撤退している。
刈谷市は日本陶管刈谷工場閉鎖後の再開発に当たり、先端技術研究機関や百貨店、マンション、ホテル、公共施設、量販店など様々な案を立てては断念を繰り返してきたが、最終的にはショッピングセンター（バロー）と公共施設（刈谷市総合文化センター。老朽化した市民ホールの機能移転）、マンション（パークホームズ刈谷サザンゲート）、立体駐車場で構成される「みなくる刈谷」として整備された。
東芝炉材は周辺の市街化や公害問題をきっかけに、工場を小垣江へ移転した。1966年（昭和41年）には名古屋の不動産業者らによって跡地に「葵百貨店」を建設、開店したものの、営業者の誘致に失敗して建物（鉄筋コンクリート5階・地下1階建て）の半分しかテナントが埋まらず、1969年（昭和44年）3月には早くも閉店してしまった。その後、西川屋（現・ユニー）が百貨店ビルを買収し、1969年（昭和44年）10月に「ハイライフ・アベニュー」の名で開店。後にSC名を「サンテラス刈谷」に変えるなど数度の改装を経て、現在はアピタ刈谷店となっている。
1978年（昭和53年）4月に、東海道本線と名鉄三河線の間に神田駐車場を開設した。これは都市整備の過程で駅周辺の一方通行・駐車禁止などの交通規制が強化されたため、その代替として公共駐車場の必要性が高まったためである。開設当初は駐車料金の問題もあって利用者は少なかったが、次第に増加した。
刈谷北口周辺には刈谷駅前商店街があり、居酒屋などの飲食店が軒を連ねている。また、風俗店も多く、小規模な風俗街を形成している。
駅西側にあるJRの踏切は刈谷街道と交差するもので、名称も刈谷街道踏切である。

### 主な施設
北口
- 刈谷市産業振興センター（あいおいホール）
- デンソー本社
- アイシン本社・刈谷工場（当駅よりも 名鉄三河線 重原駅の方がやや近い）
- トヨタ車体刈谷工場
- ジェイテクト本社・刈谷工場
- アドバンス・スクエア刈谷

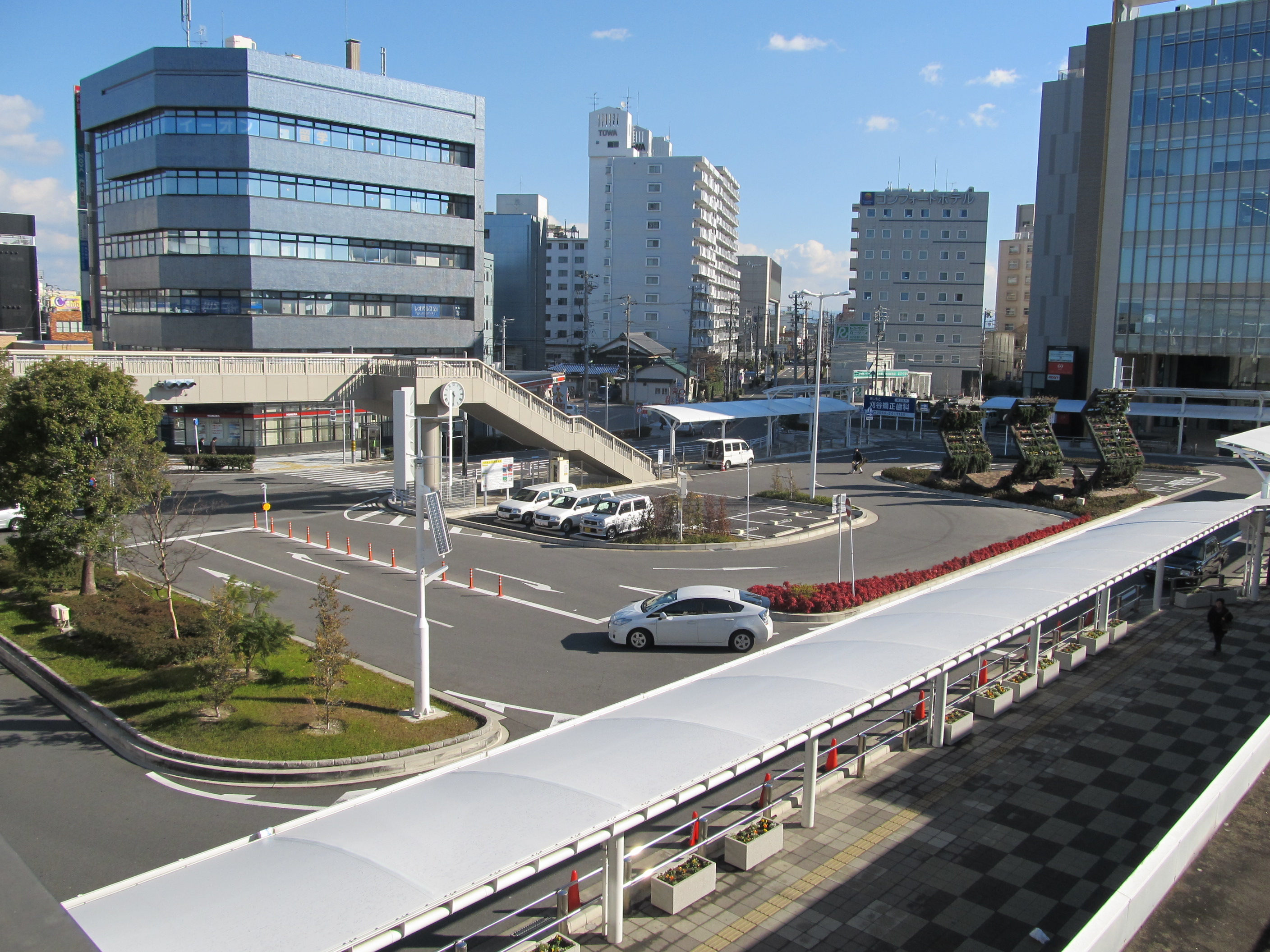
北口駅前ロータリー
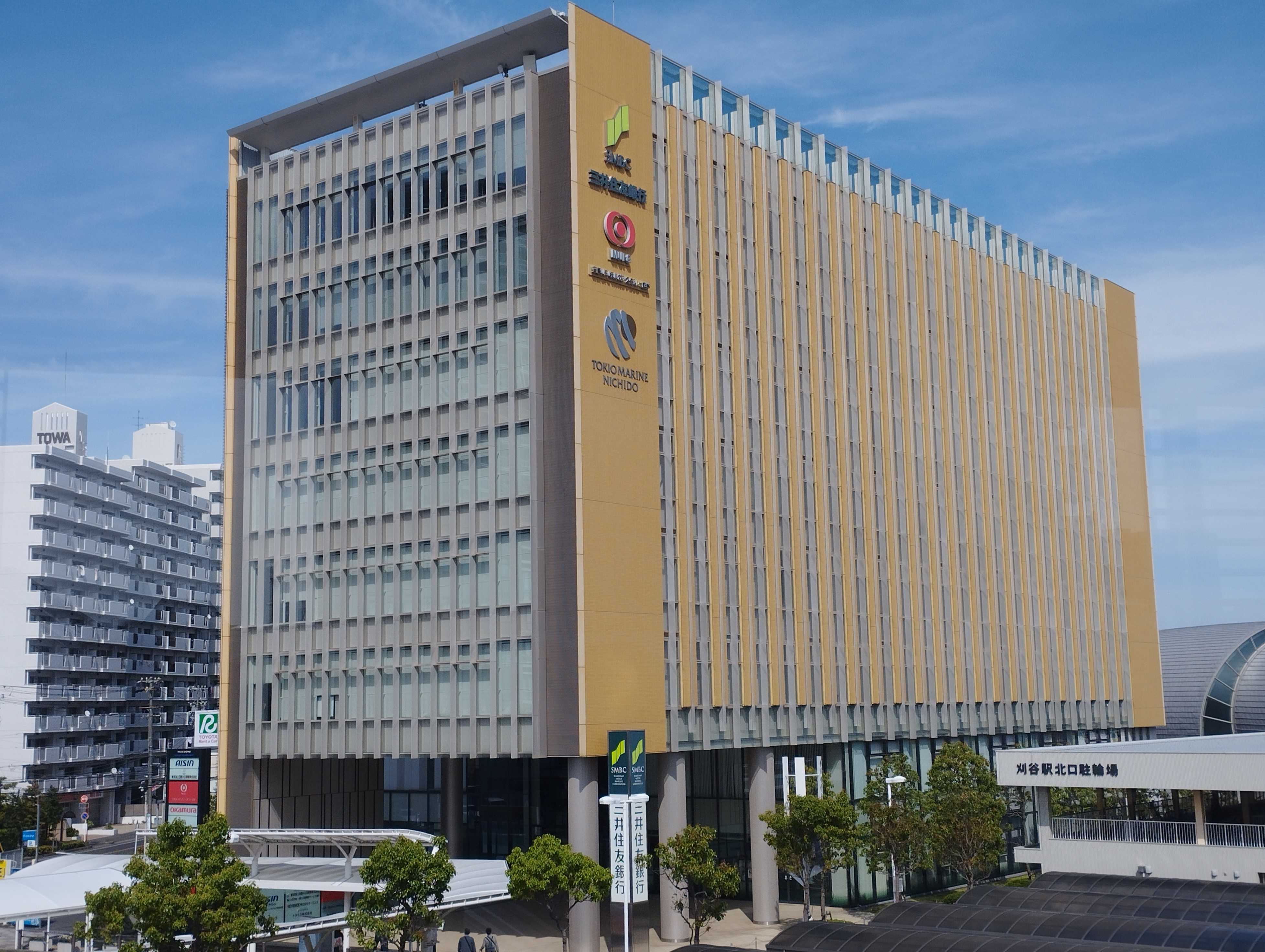
アドバンス・スクエア刈谷

南口
- みなくる刈谷（旧・日本陶管刈谷工場）
  - スーパーマーケットバロー刈谷店
  - 刈谷市総合文化センター「アイリス」
- 名鉄イン刈谷 - 構造計算書偽造問題による解体後、2007年11月に再建した。
- OTAビル
  - 東進衛星予備校
- AKARIYA - 2016年に竣工した複合ビル。
- 楽聖宮城道雄先生供養塔 - 1956年に刈谷駅付近で急行「銀河」から転落死した箏曲家宮城道雄の供養塔
- 刈谷市美術館
- 刈谷市中央図書館
- 刈谷市交通児童遊園
- 夢と学びの科学体験館
- 市営神田駐車場
- ハローワーク刈谷
- 刈谷合同庁舎
  - 名古屋法務局刈谷支局
  - 刈谷税務署
  - 刈谷労働基準監督署

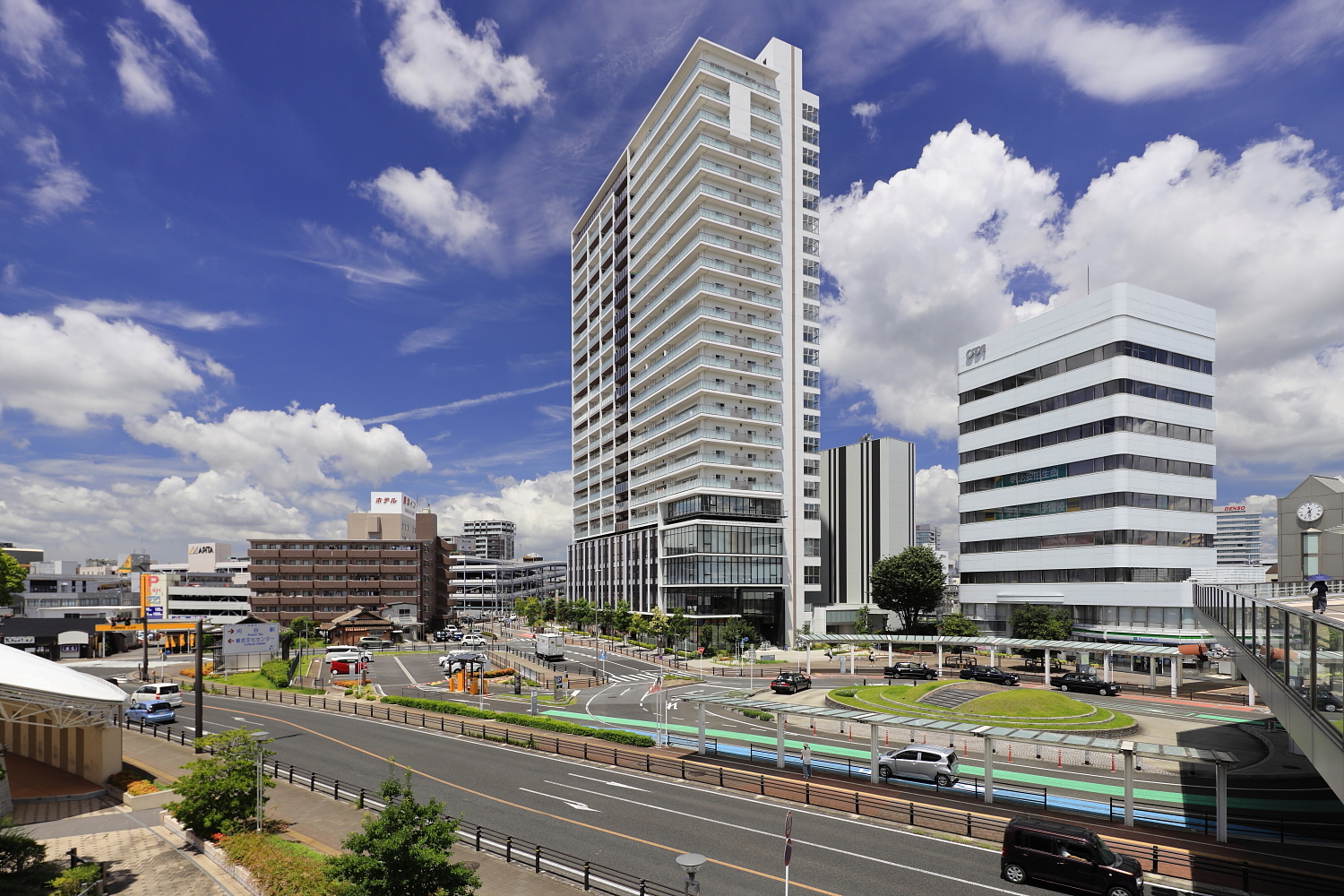
南口ロータリー
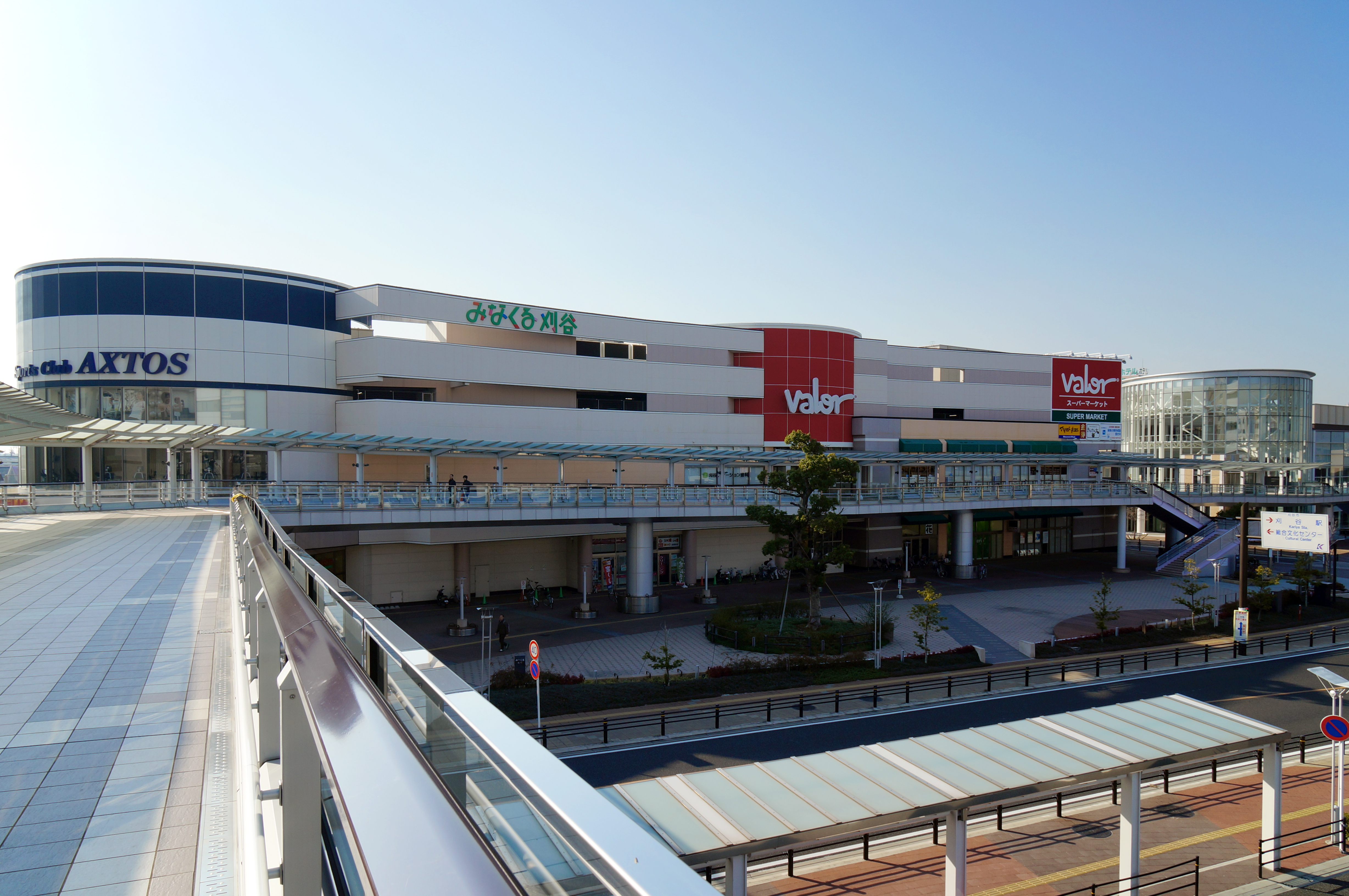
みなくる刈谷
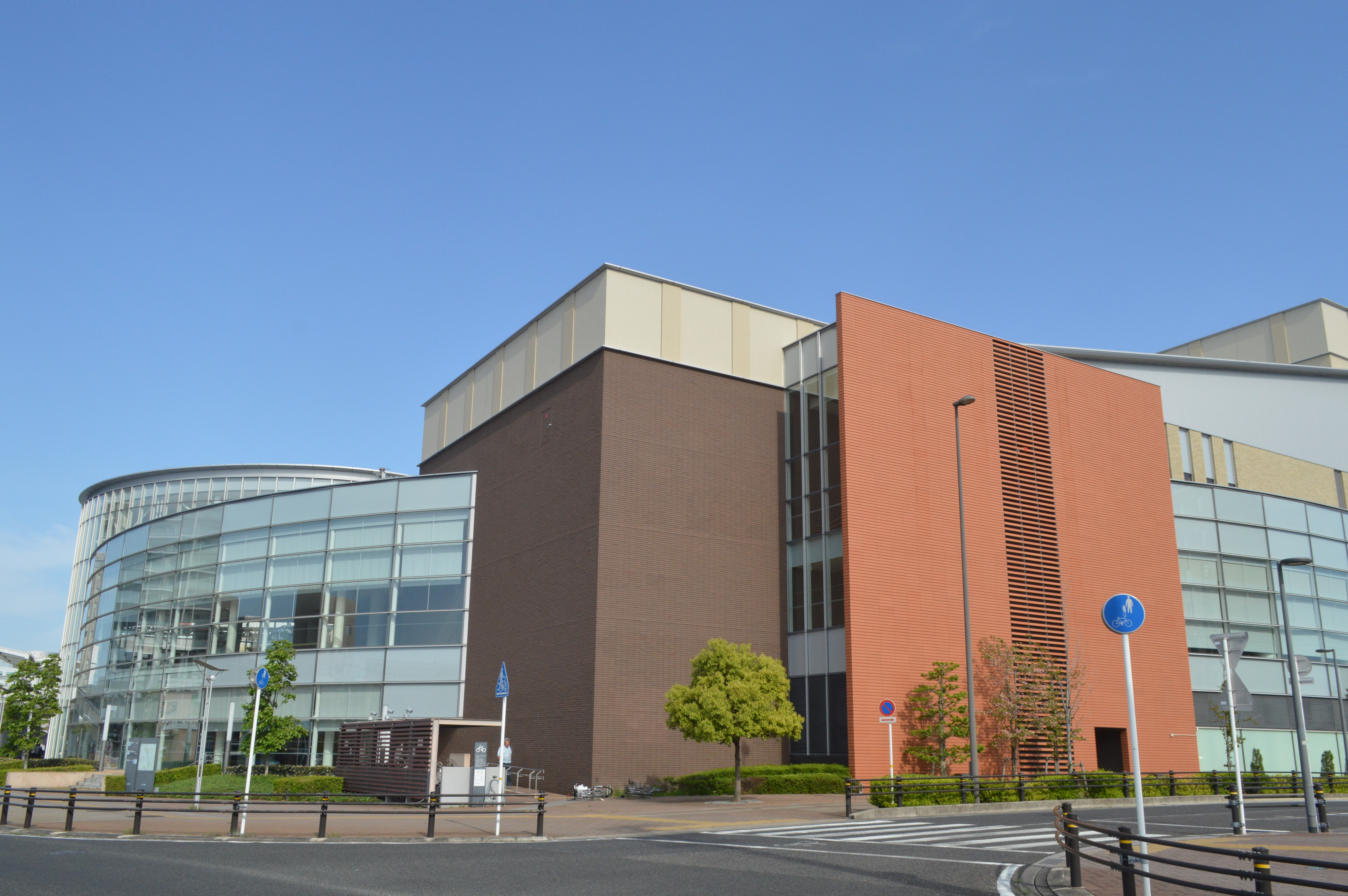
刈谷市総合文化センター

駅西
- 東陽町2丁目・南桜町2丁目（旧・東芝炉材刈谷工場）
  - 日本生命刈谷ビル（旧・葵百貨店 → 刈谷ハイライフ・アベニューA館ハウジングセンター → サンテラス刈谷A館）
  - アピタ刈谷店（旧・刈谷ハイライフ・アベニューB館ファッションセンター → サンテラス刈谷B館）
  - アピタ刈谷店立体駐車場（旧・刈谷ハイライフ・アベニューC館レジャーセンター → ユニー刈谷ニューボウル）
- 南桜町1丁目（旧・名古屋鉄道刈谷工場）
  - 名鉄観光バス刈谷支店
  - アピタ刈谷店南側立体駐車場
  - 名鉄スイミングスクール刈谷校
- 刈谷市役所
- トヨタ紡織本社・刈谷工場
- 豊田自動織機本社・刈谷工場
- 愛知製鋼刈谷工場

### バス路線
刈谷市内の市営バスは無料である。
北口
- 名鉄バス
  - 愛知教育大学行
- 刈谷市公共施設連絡バス（「かりまる」）

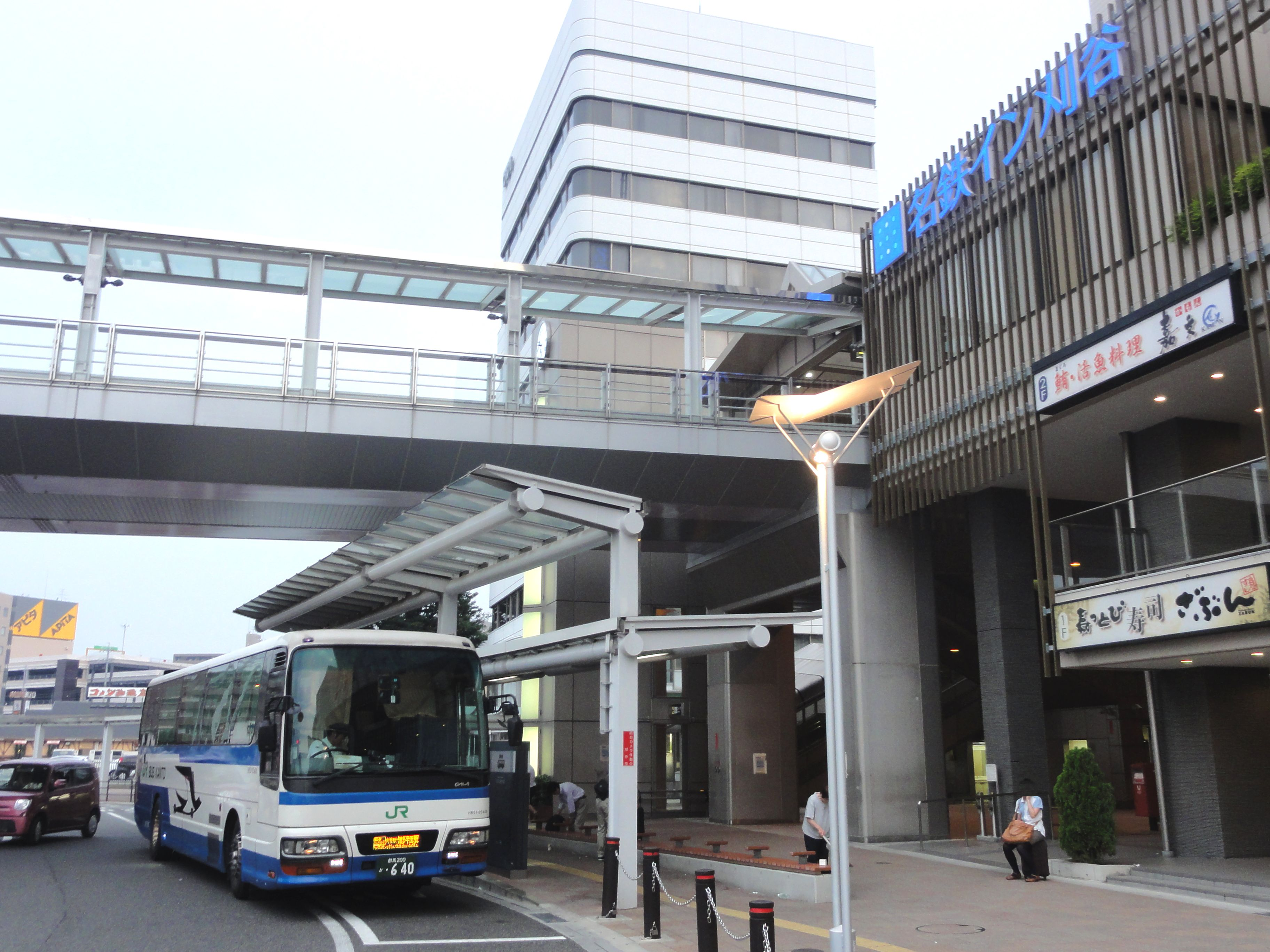
南口に停車中の知多シーガル号

  - 1系統：東境線、2系統：西境線、3系統：一ツ木線
- 知多乗合
  - 中部国際空港（知立 - 刈谷 - 緒川 - 中部国際空港：途中停留所間の乗車も可）

南口
- ジェイアールバス関東・ジェイアール東海バス
  - 知多シーガル号・ドリーム知多号
    - 乗車できるのは、刈谷駅南口 - 東名江田・東京駅・新木場駅・東京ディズニーランド間。
- 刈谷市公共施設連絡バス（「かりまる」）
  - 1系統：東境線、2系統：西境線、3系統：一ツ木線、4系統：運動公園・東刈谷線、5系統：小垣江・依佐美線、6系統：東刈谷・逢妻線
- 東浦町運行バス（「う・ら・ら」）
  - 緒川駅東口方面行（刈谷豊田総合病院では下車できないため、同病院へは刈谷市公共施設連絡バスに乗車する必要がある）
  - 緒川駅東口にて、石浜住宅・体育館経由平池台行、石浜住宅・ふじが丘経由平池台行、東ヶ丘マルス行の3系統に分岐する。 乗り継ぎが必要な場合もある。

## 隣の駅
東海旅客鉄道（JR東海）
CA 東海道本線
■特別快速
安城駅 (CA54) - 刈谷駅 (CA58) - 金山駅 (CA66)
■新快速 ・■快速 ・■区間快速
安城駅 (CA54) - 刈谷駅 (CA58) - 大府駅 (CA60)
■普通
野田新町駅 (CA57) - 刈谷駅 (CA58) - 逢妻駅 (CA59)
名古屋鉄道（名鉄）
MU 三河線（海線）
■普通
重原駅 (MU01) - 刈谷駅 (MU02) - 刈谷市駅 (MU03)